# Pallalcesto Amatori Udine 2009-2010
La Pallalcesto Amatori Udine 2009-2010, sponsorizzata Snaidero, ha preso parte al campionato professionistico italiano di Legadue.

## Roster
| Giocatori |
| --------- |

|    | Naz.                                       | Ruolo | Sportivo          | Anno | Alt. | Peso |  |
| -- | ------------------------------------------ | ----- | ----------------- | ---- | ---- | ---- |  |
| 4  | Italia (bandiera)                          | P     | Marco Contento    | 1991 | 190  | 75   |  |
| 5  | Stati Uniti (bandiera) · Italia (bandiera) | P     | Donte Mathis      | 1977 | 190  | 85   |  |
| 6  | Stati Uniti (bandiera)                     | G     | C.C. Harrison     | 1976 | 194  | 89   |  |
| 7  | Italia (bandiera)                          | A     | Joel Zacchetti    | 1982 | 208  | 105  |  |
| 8  | Italia (bandiera)                          | A     | David Brkic       | 1982 | 210  | 101  |  |
| 9  | Italia (bandiera)                          | G     | Riccardo Truccolo | 1989 | 190  | 78   |  |
| 10 | Stati Uniti (bandiera)                     | G     | Demetric Bennett  | 1985 | 193  | 92   |  |
| 11 | Italia (bandiera)                          | A     | Luigi Dordei      | 1981 | 202  | 101  |  |
| 14 | Italia (bandiera)                          | A     | Michele Ferrari   | 1986 | 195  | 95   |  |

| Staff tecnico            |
| ------------------------ |
| Allenatore: Demis Cavina |
| Assistente: Goran Bjedov |

| Giocatori acquisiti a stagione in corso |
| --------------------------------------- |

|   | Naz.                                            | Ruolo | Sportivo                 | Anno | Alt. | Peso |  |
| - | ----------------------------------------------- | ----- | ------------------------ | ---- | ---- | ---- |  |
| 8 | Stati Uniti (bandiera) · Regno Unito (bandiera) | GA    | Rod Brown dal 30 ottobre | 1978 | 186  | 84   |  |

Legaduebasket: Dettaglio statistico